# Edgar Meier
Edgar Meier (* 17. September 1927 in Neustädtel; † 24. April 2022) war ein deutscher Verkehrswissenschaftler und Hochschullehrer.

## Leben
Nach der Promotion am 19. Juli 1960 war er von 1973 bis 1984 Professor für sozialistische Wirtschaftsführung und Rektor der Hochschule für Verkehrswesen  Dresden und von 1984 bis 1987 dort Professor für Schienensicherheit und Direktor des Wissenschaftsbereichs Schienenverkehrssicherheit.